# ديسيديا 012 فاينل فانتسي
ديسيديا 012 فاينل فانتازي (باليابانية: ディシディア デュオデシム ファイナルファンタジー، ديشيدا ديوديشيمو فاينارو ، تنطق "ديسيديا دووديسم فاينل فانتازي") هي لعبة قتالية نشرت عام 2011 من قبل سكوير إنكس على بلاي ستيشن بورتابل كجزء من سلسلة فاينل فانتازي. تم تطويرها من قبل قسم الإنتاج 1 في الشركة وصدرت في اليابان يوم 3 مارس 2011. اللعبة الا مقدمة وطبعة جديدة على حد سواء من لعبة ديسيديا فاينل فانتازي، وتكشف ما حدث قبل أحداث سابقتها، وأصدرت في 22 مارس 2011 في أمريكا الشمالية.
تركز اللعبة في البداية على الحرب الثانية عشرة بين الإلهين كاوس وكوزموس اللذان استدعيا العديد من المحاربين من عوالم موازية ليحاربوا في صفهم. عند انتهاء الدورة الثانية عشرة، تعيد اللعبة الحرب الثالثة عشرة من لعبة ديسيديا فاينل فانتازي الأصلية وتضيف قصصا جانبية عديدة. وضعت خاصية في معارك في ديسيديا 012 وهي القدرة على مواجهة هجمات الأعداء باستخدام الشخصيات المساعدة، في حين يتم التنقل عن طريق خريطة العالم التقليدية في سلسلة فاينل فانتازي.
بدأ تطوير اللعبة في أغسطس 2009 حيث رغب موظفو سكوير بتحسين اللعب من اللعبة الأولى ويمنحوا للاعبين مع ميزات تمنح تسلية أكبر وكذلك موازنة عدة أجزاء في اللعبة. وقد لقيت اللعبة استقبالا حسنا، ووصفتها بعض المنشورات بأنها من أفضل ألعاب بلاي ستيشن بورتابل.

## روابط خارجية
- ديسيديا 012 فاينل فانتسي على موقع IMDb (الإنجليزية)